# Steve Combs

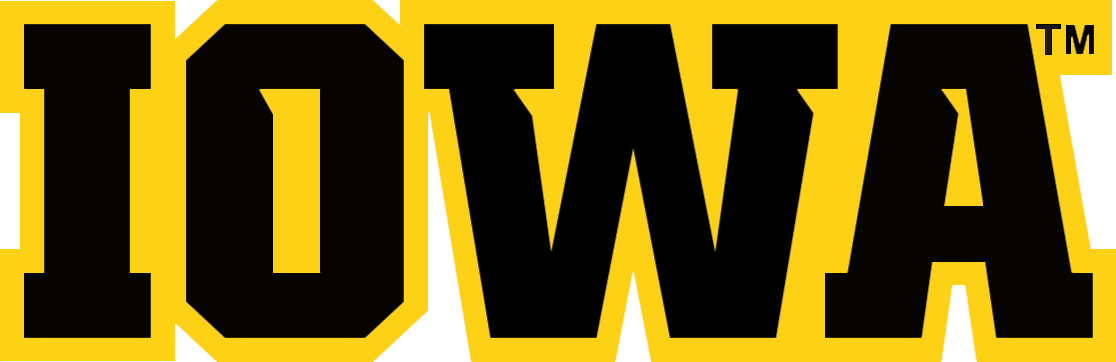
Zawodnik Iowa Hawkeyes

Steven Lee „Steve” Combs (ur. 22 lipca 1941 w Moline) – amerykański zapaśnik walczący w stylu wolnym. Olimpijczyk z Meksyku 1968, gdzie zajął siódme miejsce w kategorii do 78 kg.
Zawodnik Moline High School i University of Iowa. All-American w NCAA Division I w 1963, gdzie zajął drugie miejsce roku.
Trener Deerfield High School w Deerfield. W latach 1974–1985 Prezydent Związku Zapasów w USA. Od 1995 roku, aż do przejścia na emeryturę, trener Mahomet-Seymour High School w Mahomet.

## Letnie Igrzyska Olimpijskie 1968
| Konkurencja      | Rundy eliminacyjne    | Rundy eliminacyjne       | Rundy eliminacyjne    | Rundy eliminacyjne | Rundy eliminacyjne   | Klas. końcowa |
| Konkurencja      | Przeciwnik I          | Przeciwnik II            | Przeciwnik III        | Przeciwnik IV      | Przeciwnik V         | Miejsce       |
| ---------------- | --------------------- | ------------------------ | --------------------- | ------------------ | -------------------- | ------------- |
| 78 kg styl wolny | Mahmut Atalay (TUR) P | Jimmy Martinetti (SUI) Z | Seo Yong-seok (KOR) Z | wolny los Z        | Daniel Robin (FRA) P | 7.            |